# Bebé (futebolista)
Tiago Manuel Dias Correia,mais conhecido como Bebé (Loures, 12 de Julho de 1990) é um futebolista português naturalizado cabo-verdiano. joga de meia ou atacante. Atualmente, joga no Ibiza, da Primera Federación.
Bebé cresceu na Casa do Gaiato em Loures, e passou parte da sua infância a viver nas ruas.

## Carreira
Carreira Oficialmente conhecida: Em 2006, Bebé foi contratado pelo Loures, de Lisboa.
Após dois anos no Grupo Sportivo de Loures, transferiu-se para o Estrela Amadora, em 2008, para integrar o escalão juvenil, e um ano depois foi promovido para a equipa principal, após destacar-se no European Street Football Festival.
Em julho de 2010, foi contratado pelo Vitória de Guimarães, mas não chegou a disputar nenhum jogo pelo clube.

### Manchester United
Em 11 de agosto de 2010, após apenas 5 semanas de se ter transferido para o Vitória de Guimarães, foi anunciada a transferência de Bebé para o Manchester United.  Especula-se que o valor da negociação foi de 8.8 milhões de euros. Foi também relatado que o Real Madrid, Sporting e Benfica estavam interessados nele. Bebé foi recomendado ao Manchester United através do treinador Carlos Queiroz, ex-assistente de Alex Ferguson. A 12 de Agosto de 2010, o Director Executivo do Manchester United, David Gill, afirmou que  Bebé não seria enviado a título de empréstimo  mas iria juntar-se ao elenco da equipa principal para se provar a si mesmo e para aprender Inglês. A transferência foi concluída em 16 de Agosto, na sequência de testes de médicos e da apresentação da documentação adequada. Bebé foi apresentado à imprensa no dia seguinte juntamente com as outras duas novas contratações Javier Hernández e Chris Smalling.
Em 21 de julho de 2012, Bebé marcou num amigável contra o  Ajax Cape Town da África do Sul, salvando assim a equipa de ser derrotada — o jogo terminou 1-1.

### Beşiktaş
Em 16 de junho de 2011, os turcos do Beşiktaş assinaram com Bebé num empréstimo de negócio de longa temporada, com a opção de compra por R$ 2 milhões (500 mil euros na altura). No entanto, sofreu uma lesão no ligamento cruzado. Bebé voltou da lesão e fez a estreia pelo Beşiktaş numa partida da Süper Lig contra o İstanbul Büyükşehir no dia 26 de março de 2012, ele saiu do banco e substituíu Mustafa Pektemek aos 76 minutos no jogo que terminou por 2-2. Em abril de 2012, Bebé foi dispensado do Beşiktaş depois de sair e ficar fora até as primeiras horas da manhã. 

### Rio Ave
Depois de deixar o Beşiktaş, Bebé foi para a pré-temporada do Manchester United. No seu primeiro jogo, ele marcou um golo de "voleio" nos acréscimos para salvar o Manchester United numa partida que terminou num empate. No entanto, não foi capaz de ficar na equipa para a próxima temporada, e em 27 de dezembro de 2012, o Rio Ave confirmou que eles assinaram Bebé por empréstimo. O empréstimo foi confirmado pelo Manchester United a 1 de Janeiro de 2013. 
Em 9 de janeiro de Bebé fez a sua estréia completa na Taça da Liga e marcou o único golo de uma vitória por 1-0 contra o Marítimo aos 74 minutos para se qualificar para a fase eliminatória. A sua primeira aparição na liga com o Rio Ave aconteceu contra o Olhanense, onde saiu do banco para os 30 minutos finais de jogo. A primeira partida como titular foi contra o Gil Vicente, onde jogou 85 minutos antes de ser substituído por Ahmed Hassan. Jogou 90 minutos no jogo contra o seu ex-clube, Vitória de Guimarães, que o Vitória venceu por 3-1. Bebé conseguiu a sua primeira assistência no Rio Ave contra o Marítimo, a criação de Ahmed Hassan, dois minutos antes do intervalo. De seguida, jogou 75 minutos da vitória de 2-1 contra o Sporting CP antes de marcar o seu segundo golo em pelo clube contra a Académica em 55 minutos, que acabou por ser o golo da vitória. Daí então, ele não foi capaz de encontrar a rede apesar de ter começado seis em sete jogos seguintes pelo Rio Ave. Ele expressou o desejo de fazer a sua estadia em Portugal permanente, alegando que ele não recebeu apoio da parte de Inglaterra.

### Paços de Ferreira
Em 2 de setembro de 2013, Bebé regressou a Portugal para um outro empréstimo, desta vez com o Paços de Ferreira até ao final da temporada — fez a sua estréia a 14 de setembro contra o SL Benfica, marcando os primeiros golos pelo clube na vitória por 4-3 contra o Marítimo. com direito a 50

### Sport Lisboa e Benfica
Em 25 de Julho de 2014, Bebé foi confirmado como a 12ª contratação para 2014/2015 e assinou por 4 anos com o Sport Lisboa e Benfica. O custo da transferência foi de 3 Milhões de Euros, ficando o Manchester United com direito a receber 50% das mais valias de uma futura transferência.

### Rayo Vallencano
Bébé é agora jogador do Rayo Vallencano, onde entra quase sempre no 11 inicial, neste clube espanhol conhecido pelos seus adeptos fervorosos, que vêm vindo a tornar Bébé numa lenda do clube.

## Títulos
Benfica
- Supertaça Cândido de Oliveira: 2014

Rayo Vallecano
- Segunda División: 2017–18